# Кольцов, Алексей Гаврилович
Алексей Гаврилович Кольцов — советский государственный и хозяйственный деятель.

## Биография
Родился в 1904 году в Саратовской губернии. Член КПСС с 1932 года.
С 1927 года — на хозяйственной работе.
В 1927—1975 гг. на руководящих должностях в строительных организациях и в нефтяной промышленности СССР,
- директор Уфимского нефтеперерабатывающего завода, репрессирован, освобождён,
- начальник УВС-3 Главвоенпромстроя,
- ведущий инженер, начальник Главного управления Министерства строительства СССР,
- заместитель министра строительства СССР,
- заместитель министра монтажных и специальный строительных работ СССР.

За разработку и внедрение способа устройства оснований морских сооружений на подводных слабых илистых грунтах был в составе коллектива удостоен Сталинской премии 2-й степени в области строительства 1951 года.
За возведение телевизионной башни высотой 533 м в Останкино был в составе коллектива удостоен Государственной премии СССР в области техники 1969 года.
Умер в 1982 году.